# 8103 Fermi
8103 Fermi (1994 BE) là một tiểu hành tinh vành đai chính được phát hiện ngày 19 tháng 1 năm 1994 ở Farra d'Isonzo, Ý. Nó được đặt tên cho nhà vật lý người Ý Enrico Fermi.